# Josef Paneth
Josef Paneth (ur. 6 października 1857 w Wiedniu, zm. 4 stycznia 1890 tamże) – austriacki fizjolog, pamiętany za odkrycie komórek Panetha. Ojciec chemika Friedricha Adolfa Panetha.
Studiował na Uniwersytecie w Heidelbergu i Uniwersytecie Wiedeńskim, tytuł doktora medycyny otrzymał w 1879 roku. W 1886 uzyskał habilitację i jako docent prywatny pracował w Instytucie Fizjologicznym Ernsta Brückego. Przyjaźnił się z Sigmundem Freudem. Korespondował z Friedrichem Nietzschem. Materiały ze spuścizny Panetha, m.in. autobiograficzny szkic i listy, zostały opublikowane dopiero w 2007 roku.